# Carcass
Carcass (рус. «Туша») — британская метал-группа, основанная в Ливерпуле в 1985 году. Считается основоположником жанра горграйнд. В настоящее время играет в жанре «мелодичный дэт-метал».

## История

### Ранняя история
Группа «Carcass» была образована в 1985 году гитаристом Биллом Стиром (англ. Bill Steer) и ударником Кеном Оуэном (англ. Ken Owen). Также в первоначальный состав коллектива входил вокалист, индиец по происхождению, Санджив (англ. Sunjiv).
В 1985 году Билл Стир заканчивает школу и решает посвятить себя созданию тяжёлой музыки. Он начинает выпускать фанзин «Phoenix Militia», посвящённый андеграундной металлической сцене Ливерпуля. В известном в Ливерпуле рок-н-ролльном баре «Mermaid» он как-то знакомится с таким же начинающим музыкантом, барабанщиком Кеном Оуэном и рассказывает ему о своей идее организовать группу. Так Билл и Кен основывают «Carcass» К тому времени Билл Стир уже играет в панк-группе «Disattack», и в марте 1986 года выпускает с ними демо из шести песен «Drop a bomb...». Затем Билла приглашают как временного гитариста в группу «Napalm Death». Однако он становится постоянным членом группы, и записывает с «Napalm Death» их дебютный альбом «Scum». Кен Оуэн начинает учёбу в колледже (по специальности «экология»), а Билл занят записью «Scum». Таким образом, до 1987 года группа Carcass практически приостанавливает деятельность.
В 1987 году к Биллу и Кену присоединяется бывший вокалист и бас-гитарист группы «Electro Hippies» Джефф Уокер (англ. Jeff Walker). Билл познакомился с Джеффом во время работы с группой Napalm Death. Джефф оформлял обложку для «Scum». И репетиционная деятельность группы возобновляется. В этом же году коллектив записывает свою первую демозапись под названием «Flesh Ripping Sonic Torment», состоящую из 13 композиций. На вокале — Санджив. Сразу же после записи он покидает группу. И группа записывает демо «Symphonies of Sickness» из 5 треков, где на вокале уже Джефф Уокер. Это демо вызвало интерес у независимого лейбла Earache Records, и с группой был подписан контракт на запись полноценного альбома.

#### «Reek of Putrefaction»
В июле 1988 года выходит первый полноценный альбом группы. Он был записан всего за четыре дня в небольшой студии, в Бирмингеме. Сами участники остались недовольны качеством сведения альбома.
Интервью с Билом Стиром, немецкий журнал «Rock Hard», 40-й выпуск, Июнь 1990:
It was in September '87 when we sent our first demo to Earache who liked us from the first moment on. Then the label pushed us to record an LP as soon as possible. We reacted by entrenching ourselves in our practice room and practicing songs like mad in a short time, so we had a complete record. Then Earache sent us into a small piss-studio in Birmingham, where we did the LP in four days. That wasn't much time, but it could still have ended up okay. Unfortunately, the engineer was a complete idiot. He ruined the drum tracks so badly that we had to mix endlessly so you could at least hear something. But we only had a few hours available, and had to release the LP as it sounded. That was Reek of Putrefaction, and understandingly we were everything but happy with the result.
Это был сентябрь '87 года, когда мы послали наше первое демо в Earache Records, которым сразу же понравились. Тогда лейбл начал подталкивать нас к тому, чтобы мы записали LP как можно быстрее. Мы ответили тем, что заперлись на репетиционной точке, и репетировали наши песни как сумасшедшие; и в кратчайшее время мы имели материал на полноценный альбом. Earache Records отправили нас в отстойную маленькую студию в Бирмингеме, где мы и записали LP за четыре дня. Это не очень долгое время, но мы отлично уложились. К несчастью, инженер звукозаписи был полным идиотом. Он свёл дорожку ударных так ужасно, что нам пришлось микшировать бесконечно, чтобы в конце концов стало слышно хоть что-нибудь. Но времени у нас было всего несколько часов, и пришлось выпускать LP так, как он звучал к тому моменту. Это был Reek of Putrefaction, и понятно, что мы испытывали какие угодно, только не радостные чувства по поводу результата записи.

Обложка, подвергнутая цензуре. На обложке надпись — «Оригинальное изображение находится внутри»

Обложка альбома представляла собой коллаж из фотографий трупов людей и ампутированных частей тел. Участники группы утверждали, что специально сделали её такой, чтобы альбом был повсеместно запрещён цензурой. Однако это привело лишь к тому, что продажи альбома превысили ожидания как группы, так и лейбла. Тексты песен представляли собой такой же коллаж из описания самых болезненных фантазий на тему некрофилии, трупов и смерти. Тексты песен полны словами, как образно написано во многих рецензиях, взятыми из медицинских книг. Рецензии на этот альбом полны эпитетов вроде «самые больные и безумные тексты» и тому подобное. Также альбом выделяется тем, что гитарные соло на нём имеют свои собственные названия, выдержанные в стилистике альбома. Традиция давать названия гитарным соло присутствует у «Carcass» вплоть до третьего альбома. Оригинальный подход у группы присутствовал и в отношении к вокальным партиям. Все участники группы, даже ударник, пели какую-то часть текстов. 13 декабря 1988 года группа была приглашена на знаменитую передачу известного британского радиодиджея Джона Пила — Peel Sessions, на BBC Radio 1. Спродюсированные Дейлом «Баффином» Гриффином (англ. Dale "Buffin" Griffin), четыре записанных во время национального радиоэфира трека были выпущены в том же году отдельным релизом, под названием «The Peel Sessions EP». Интересный факт, что на данном релизе члены группы выступили под устрашающими псевдонимами: Бальзаматор грудной клетки (Билл Стир), Раздавливатель кишок (Джефф Уокер) и Полощущий горло кровью (Кен Оуэн). Джон Пил признал альбом «Reek of Putrefaction» лучшим релизом года, а известный журнал Kerrang! присвоил рейтинг 4 из 5, или, по классификации журнала — Убийственный Альбом (англ. A Killer One).

#### «Symphonies of Sickness»
В 1989 году Билл Стир покидает группу «Napalm Death», чтобы полностью сконцентрироваться над работой в «Carcass». В июле-августе, в студии «Slaughterhouse Studios», располагавшейся в Йоркшире группа записывает материал для своего второго альбома. Альбом получает то же название, что и вторая демозапись — «Symphonies of Sickness». 4 декабря 1989 альбом увидел свет. По решению лейбла, в ту часть тиража, которая вышла на компакт-дисках был включён в виде бонус-треков весь предыдущий альбом группы. Вместо десяти песен покупатель получал двадцать шесть за те же деньги. Возможно, это было хорошим маркетинговым решением, но группе этот факт не пришёлся по душе, как вспоминает Билл Стир. Звукоинженером на записи альбома был известный звукорежиссёр и музыкальный продюсер Колин Ричардсон. Он работал с группой до пятнадцати часов в день, в течение четырёх недель. Результат полностью удовлетворил не только группу, но и аудиторию. Журнал «Kerrang!» присвоил альбому рейтинг 5 из 5, то есть, признал за альбомом наивысший статус «klassik», а в чартах одного из старейших музыкальных изданий Великобритании, известного журнала «NME», альбом достиг 15-го места.

Афиша турне «Grindcrusher tour»

 В ноябре 1989 музыканты принимают участие в европейском турне «Grindcrusher tour», организованном «Earache». В турне также принимают участие такие коллективы, как Bolt Thrower, Morbid Angel и Napalm Death. В 1990 году, на мексиканском лейбле «Distorted Harmony» на виниле выходит 7" EP «Live St. George's Hall, Bradford 15.11.89» с тремя треками, записанными на концертных выступлениях группы. Два первых трека записаны на выступлении «Carcass» в St. George’s Hall в Брадфорде в рамках турне, а третий — концертное выступление группы 23 февраля 1989 в здании Студенческого союза Лондонского Университета. Первая тысяча экземпляров, выпущенная на чёрном виниле, официально признаётся группой, вторая, на красном виниле, представляет собой пиратскую допечатку тиража.

### Развитие

группа Carcass, в составе, записавшем альбомы 1991 и 1993 годов

В 1990 году группа решает принять второго гитариста в свой состав, чтобы сделать звук своих живых выступлений более плотным и тяжёлым. В марте к музыкантам присоединяется шведский гитарист Майкл Эмотт, игравший до этого в группе Carnage.
Появление второго гитариста дало возможность группе значительно усложнить свой саунд. От брутального, примитивного грайнд-кора, выросшего из примитивистско-минималистической музыкальной философии панка, музыка группы сделала огромный шаг к усложнению музыкальной ткани своих произведений, и стала соответствовать жанровой стилистике дэт-метала.

#### Necroticism — Descanting the Insalubrious
На третьем альбоме «Necroticism - Descanting the Insalubrious» изданном в 1991 году, музыканты смогли показать множество оригинальных находок в своём саунде. Стилистически, альбом уже не является, в отличие от предыдущих двух релизов, чистым горграйндом; звучание и музыкальная структура композиций сместились в сторону дэт-метала. Виртуозной игрой своих гитар Билл Стир и Майк Эмотт достигли эффекта практически непрекращающегося гитарного соло, так как даже в тех местах композиций, где соло, как таковое, не звучит, гитарные риффы столь сложны и переплетены между собой, что как бы имитируют соло-партии. Следующим изменением в звучании альбома стала длительность песен. От грайнд-коровских взрывных и, зачастую, очень коротких композиций музыканты перешли к развёрнутому пяти-шести, а иногда и семиминутному звучанию треков. Соответственно, увеличился и объём текста песен. Несмотря на все эти изменения, творчество группы не стало менее экстремальным: песни на альбоме предваряются аудиозаписями отчётов патологоанатомов и судмедэкспертов, тексты изобилуют словами из медицинских словарей, а тематика большинства песен представляет собой обсуждение вариантов действий с трупами людей — от предложения удобрять ими сад, до кормления домашних животных или, к примеру, собирания патологоанатомом пазла из расчленённого тела. Само название альбома нуждается в переводе даже для англоговорящих, и означает «Процесс умирания — рассуждения о нездоровом». Причём, слово «Necroticism» является неологизмом, который придумал Кен Оуэн.
Альбом был записан на студии «Amazon Studios» в Симонсвуде, в 1991 году. Продюсером альбома выступил Колин Ричардсон, который был звукорежиссёром предыдущего альбома группы. В октябре альбом вышел в Великобритании, в феврале 1992 года он был издан в США. Уже к концу февраля продажи альбома достигли 100000 копий.
В марте 1992 группа даёт несколько концертов в Мексике с коллективами «Cenotaph», «Deadly Dark» и «Hardware». Затем «Carcass» выступает на британском турне группы «Death», вместе с французской группой «Loudblast», в последнюю минуту заменив заявленных в турне голландцев «Pestilence», которые не смогли выступить. В июне этого же года выходит EP «Tools of the Trade». В то же самое время музыканты приняли участие в турне «Gods Of Grind», вместе с «Entombed», «Cathedral» и «Confessor». Турне было организовано «Earache Records».

#### Heartwork
В октябре 1993 года «Carcass» выпускают свой новый диск «Heartwork» (с англ. — «работа сердца»). Все песни альбома были готовы в «сыром» виде уже в феврале, однако группа ожидала подписания лицензионного соглашения между независимым лейблом Earache Records, с которым у коллектива был заключён контракт, и одним из крупнейших и старейших лейблов мировой звукозаписывающей индустрии Columbia Records, принадлежащем корпорации Sony. Лишь после заключения сделки, в мае 1993 года группа приступила к записи «Heartwork». Материал записывали на студии «Parr Street Studio», продюсером опять выступил Колин Ричардсон. На альбоме группа в очередной раз сменила свой стиль, теперь музыканты играли классический дэт-метал с элементами хэви-метала. «Carcass» и здесь продемонстрировали новаторский подход, в итоге создали альбом, не подражая никому. Сами же музыканты описали стиль альбома как «стопроцентный хеви-метал». Стиль альбома, с быстрыми гитарными риффами, развёрнутыми соло, отсутствием гроулинга Билла Стира, и самое главное, текстами, потерявшими некрофилическую направленность, был значительно более «лёгким», что дало повод для обвинения группы многочисленными фанатами в коммерциализации звучания, в утрате верности экстремально-тяжёлой направленности звучания ранних альбомов. Однако ситуация была как раз обратной.
Интервью с Джеффом Уокером, журнал «Rock Hard», 1993 год:
...we had an average age of 18 years when we recorded the first album<...>We were Death-metal fans who also liked extreme hardcore — and there was simply a lack of bands who really took Death-metal to its limits. Already back then there were too many clichees, and we tried to break out of the scheme by playing as extreme and brutal as possible. Of course, that also became a cliche by now. And because of that it would be senseless to record an album like «Reek of Putrefaction» again today, though it was important back then.<...> but that would have been boring and wouldn't have changed anything. We already tried to go new ways with «Necroticism». But I still think we didn't make any compromises - I even would say that «Heartwork» is our hardest record to date, though the songs became more musical. <...>If we had continued that way, we would have become a parody of our own idea. 50 songs of that kind are enough I think.
...нам было в среднем около 18 лет, когда мы записали первый альбом<...>Мы были фанатами дэт-метала, которым также нравился экстремальный хардкор — и был просто недостаток групп, которые действительно шли бы в своей музыке до пределов дэт-метала. Существовало множество клише, и мы постарались разбить все схемы, играя максимально экстремально и жестоко, как только возможно. Естественно, сейчас это уже тоже стало клише. И из-за этого было бы бессмысленно записывать сегодня такой же альбом, как «Reek of Putrefaction», хотя тогда это было важно.<...>но это было бы скучно сейчас, и не изменило бы ничего. Мы уже пробовали искать новые пути, делая «Necroticism». И я до сих пор считаю, что мы не шли на компромиссы - Я сказал бы даже, что «Heartwork» — это наш самый тяжелый альбом на сегодняшний день, хотя песни и стали более музыкальны.<...> И если бы мы продолжали в том же духе (как и на ранних альбомах - прим.переводчика), мы превратились бы в пародию на самих себя. 50 подобных песен вполне достаточно, я считаю.
Альбом достиг 54-й позиции в национальных чартах Великобритании, что явилось безусловным успехом для группы такой экстремально тяжёлой направленности, как «Carcass». Интересна история обложки альбома. В оформлении обложки использована работа известного швейцарского художника Ганса Рудольфа Гигера. Скульптура называется «Life Support». За авторские права на печать обложки Гигер запросил 8000 фунтов стерлингов, однако менеджер группы объяснил художнику, что они не являются мультиплатиновой командой, после чего художник снизил цену до 3000 фунтов стерлингов, так как ему понравилась музыка группы.

### Распад

#### Смена гитаристов
После записи альбома «Heartwork», в октябре 1993 года, группу покидает Майкл Эмотт. Он возвращается домой, в Швецию, где основывает коллективы «Spiritual Beggars» и «Arch Enemy», а также работает с «Candlemass». На замену Майклу группа берёт сессионного гитариста Майка Хики, который работал у «Carcass» роад-менеджером, но до этого имел опыт игры на гитаре в таких группах, как «Cronos» и легендарной «Venom». В декабре группа делает турне по Великобритании с такими группами, как «Headswim» и хардкор-кроссовер группой «Body Count», после чего отправляется в большое турне по Европе и США, в поддержку альбома «Heartwork». Выступает и в Японии. В июне 1994 года Хики был заменён на гитариста Карло Регадаса, до этого игравшего в группе «Devoid».

#### Контракт с Columbia Records
Ещё не завершив американское турне, группа получает предложение от крупнейшего лейбла Columbia Records, принадлежащего корпорации Sony. Крупный лейбл заинтересовался группой, увидев в ней коммерческий потенциал. К тому моменту продажи альбома Heartwork только в США достигли 50000 копий, и уверенно продолжали расти. В 1995 году группа записывает свой последний альбом, который называется Swansong. Но из-за конфликтов между лейблами Columbia и Earache Records за право издания альбомов Carcass диск издаётся только в 1996 году, на Earache Records. Музыку, которую теперь играла группа, сами музыканты назвали Дэт-н-ролл.

### Воссоединение
В июне 2006 года, Уокер в интервью предположил возможное воссоединение Carcass, но сказал что Кен Оуэн скорее всего будет заменён из-за его проблем со здоровьем. Группа собралась вместе в 2007 году, объявив об организации мирового турне. «Carcass» были заявлены практически на все крупнейшие европейские фестивали начиная с лета 2008 года. Место Кена Оуэна занял нынешний барабанщик группы Arch Enemy Даниэль Эрландссон.
В 2013 году музыканты заявили о том, что готов новый альбом под названием Surgical Steel и что какой-либо ностальгии или повторения пройденного ожидать от них не стоит. В студийный состав группы вошли Билл Стир, Джефф Уокер и Дэниел Уилдинг (ударные). Альбом был выпущен 13 сентября 2013 года в Европе (кроме Великобритании), 16 сентября 2013 года — в Соединённом Королевстве и 17 сентября 2013 года — на территории США.
После длительного перерыва группа представила в 2019 году первый за шесть лет новый студийный трек — «Under the Scalpel Blade». Композиция стала дебютным синглом с нового альбома Torn Arteries, релиз которого планировался на 7 августа 2020 года на лейбле Nuclear Blast, однако был отложен в связи с пандемией коронавируса. В дальнейшем было объявлено, что альбом выйдет 17 сентября 2021 года.

## Состав

### Нынешний состав
- Билл Стир — гитара (1985—1996; 2007 — настоящее время), вокал (1987—1992, 2013 — настоящее время)
- Джефф Уокер — бас-гитара, вокал (1985—1996; 2007 — настоящее время)
- Дэниел Уилдинг — ударные (2012 — настоящее время)
- Том Дрейпер — гитара (2018 — настоящее время)

### Бывшие участники
- Санджив Самнер — вокал (1986—1987)
- Карло Регедас — гитара (1994—1996)
- Кен Оуэн — ударные, бэк-вокал (1986—1996), бэк-вокал (1985—1996, приглашенный вокалист на Surgical Steel, 2013)
- Майкл Эмотт — гитара (1990—1993; 2007—2012)
- Даниэль Эрландссон — ударные (2007—2012)
- Бен Эш — гитара (2013—2018)

## Дискография
- 1988 — Reek of Putrefaction
- 1989 — Symphonies of Sickness
- 1991 — Necroticism - Descanting the Insalubrious
- 1993 — Heartwork
- 1996 — Swansong
- 2013 — Surgical Steel
- 2021 — Torn Arteries